# Ndjolé
Ndjolé è un centro abitato del Gabon, situato nella provincia di Moyen-Ogooué.